# Jeremy David Kark
Pour les articles homonymes, voir Kark.
Jeremy David Kark, né le 9 septembre 1943 à Pholela (Union d'Afrique du Sud) et mort le 24 mai 2018 à Jérusalem (Israël), est un épidémiologiste sud-africain naturalisé israélien, professeur d'épidémiologie à l'Université Hébraïque - École Hadassah de Santé Publique et de Médecine Communautaire à Jérusalem et auxiliaire au Centre de Recherche sur la Police de la Santé de l'Université Stanford,.

## Biographie
Jeremy David Kark est né à Pholela dans le Natal (actuel KwaZulu-Natal), une province de l'Union d'Afrique du Sud. Ses parents, Sidney Kark et Emily Kark, étaient médecins. Ils avaient établi le premier programme de Soins Primaires Orientés vers la Communauté (COPC; en anglais, « community oriented primary care ») et un centre de santé en Afrique du Sud,,,, dans une zone rurale du Zululand, où l'enfant Kark avait grandi jusqu'en 1946. Kark étudiera au lycée pour garçons de Westville à Durban avant d'emménager en 1957 avec sa famille à Chapel Hill, en Caroline du Nord, aux États-Unis. En 1958, son père crée le Département d'épidémiologie de l'École de santé publique de l'Université de Caroline du Nord. Un an plus tard, ses parents immigrent à Jérusalem, où ils contribueront à la création du Département de médecine sociale de l'Université hébraïque et de l'Organisation médicale Hadassah. Kark rejoindra sa famille en Israël un an plus tard, dès la fin de ses études secondaires au Chapel Hill High School.
Jeremy David Kark étudie la médecine à la Faculté de médecine à l'Université Hébraïque de Jérusalem, où il obtiendra son diplôme en 1968. Il obtient un Master de Santé Publique entre 1974 après deux années d'enesignement supplémentaires à l'Université Hébraïque de Jérusalem. Entre 1974 et 1977, il prépare un doctorat en épidémiologie avec le professeur John Cassel à l'Université de Caroline du Nord à Chapel Hill, aux États-Unis.
Jeremy David Kark est marié à Ruth Kleiner Kark, qu'il a rencontrée en 1960, et est le père de trois enfants. Il est décédé en mai 2018.

### Carrière académique et médicale
Entre les années 1960 et 1980, Jeremy David Kark a servi dans les Forces de défense israéliennes. Vers la fin des années 1980 (1976-1980), il est nommé directeur du corps médical de Tsahal (Armée de défense d'Israël). En 1980, il en devient chef de l'unité de recherche épidémiologique, jusqu'en 1995, Jeremy David Kark y établit des bases de données médicales clés et un bio-dépôt dans l'armée israélienne,,.
En 1980, Jeremy David Kark rejoint le Département de médecine sociale, l'École de santé publique et de médecine communautaire Braun, et la Faculté de médecine de l'Université hébraïque-Hadassah dans un cursus academique. En 1993, il est nommé professeur titulaire d'épidémiologie à l'Université Hébraïque de Jérusalem.
Entre 1991 et 2008, Jeremy David Kark est promu chef de l'unité d'épidémiologie de l'hôpital Hadassah. Entre 1994 -2001, il dirige l'unité cardiovasculaire du Centre israélien de contrôle des maladies. Entre 2006-2007 il est nommé aussi directeur du programme Legacy-Heritage International MPH, Hebrew University-Hadassah School of Public Health and Community Medicine.
Jeremy David Kark a largement contribué à la recherche médicale, en particulier à l'étude longitudinale de la Jerusalem Lipid Research Clinic (LRC) sur les facteurs de risque cardiovasculaires, du cancer, du diabète et cognitifs (depuis les années 1970 à nos jours). Il a notamment mené des études sur les facteurs prédictifs du cancer chez les adolescents et la mortalité à l'âge adulte de plus de deux millions de personnes, après une période de suivi s'étendant sur quatre décennies. L'étude qu'il a entreprise en Israël pendant la guerre du Golfe de 1991 a montré l'impact du stress sur la mort prématurée,. Son travail sur la relation entre l'observance religieuse et la santé, lui a permis de comparer les kibboutzim israéliens religieux et laïcs. Il y découvre des taux de mortalité plus faibles dans les kibboutzim religieux chez les hommes et les femmes, suggérant qu'il s'agit d'un effet protecteur.
Jeremy David Kark a publié son travail dans plus de 300 articles scientifiques examinées par des pairs, y compris des revues médicales, de santé publique et épidémiologiques, telles que The New England Journal of Medicine, et The Lancet,,.

### Carrière sportive
Pendant ses études secondaires et universitaires, Jeremy David Kark a participé à diverses disciplines sportives, notamment le cricket, le rugby et la natation. Pendant son séjour à Chapel Hill, Caroline du Nord (USA), Kark représenta Chapel Hill High School en natation (1958-1960) . Il a aussi représenté la North Carolina All State High School Swimming Team (dont il était co-capitaine) en nage libre. En 1960, à l'âge de 16 ans, Jeremy David Kark marqua 199 points (dont 16 six) lors d'un match entre l'équipe de Jérusalem (qu'il représentait) et celle de Tel-Aviv. Il réalisa le score de cricket le plus élevé jamais enregistré en Israël. Jeremy David Kark jouait dans l'équipe nationale de cricket d'Israël et a représenté Israël comme membre de l'équipe nationale de cricket d'Israël aux dixièmes Jeux Maccabiah en 1977.

## Prix et commémoration

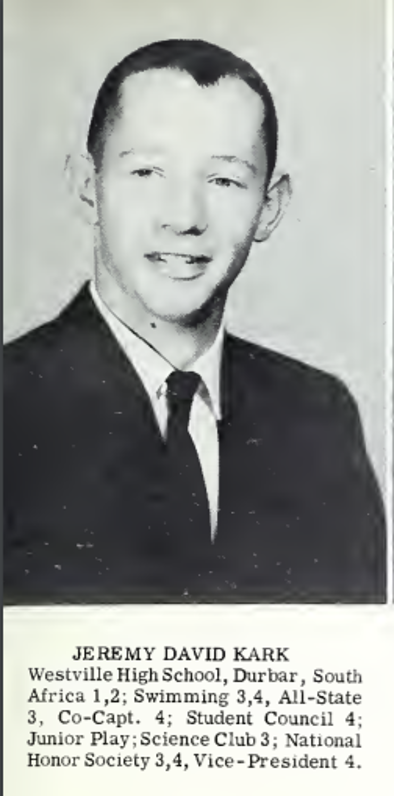
Jeremy Kark dans l'annuaire de 1960 du Chapel Hill High School.

Entre 2017-2018, Kark reçut le « lifetime achievement award » (prix d'excellence valable à vie) de l'Association israélienne des médecins de santé publique pour ses progrès en matière de santé publique en Israël et dans le monde. En 2018, après le décès de Kark, son épouse créa le « Prix Jeremy D. Kark Legacy pour l'Excellence Académique », décerné chaque année à un étudiant en Master International de Santé Publique à l'Université hébraïque - École de Santé Publique et de Médecine Communautaire Hadassah en reconnaissance de performances académiques et recherches exceptionnelles.

## Dissertations
- (en) Kark, J. D., The distribution of serum uric acid in a sample of Israel Defense Forces recruits (1973-4) by several demographic, psychometric and somatic variables, Master of Public Health thesis. Hebrew University, Jérusalem, 1977.
- (en-US) Kark, J. D., The relationship of serum vitamin A and serum cholesterol to the incidence of cancer in Evans County, Georgia, Doctoral dissertation (Ph.D.), University of North Carolina, Chapel Hill, Caroline du Nord, 1977.

## Publications
- Boker, L. K., Twig, G., Klaitman-Meir, V., Derazne, E., Shina, A., Levine, H., & Kark, J. D. (2020). « Adolescent characteristics and incidence of pre-malignant disease and invasive tumors of the cervix. International Journal of Gynecologic Cancer, ijgc-2019.
- Furer, A., Afek, A., Sommer, A., Keinan-Boker, L., Derazne, E., Levi, Z., ... & Kark, J. D. (2020). « Adolescent obesity and midlife cancer risk: a population-based cohort study of 2· 3 million adolescents in Israel ». The Lancet Diabetes & Endocrinology, 8(3), p. 216-225.
- Leiba, A., Twig, G., Vivante, A., Skorecki, K., Golan, E., Derazne, E.; Tzur, Grossman, E., Dichtiar, R.,Kark, J. D., Shohat, T. (2017). « Prehypertension among 2.19 million adolescents and future risk for end-stage renal disease ». Journal of Hypertension. 35(6) : p. 1290–1296.
- Twig, G., Yaniv, G., Levine, H., Leiba, A., Goldberger, N., Derazne, E., Ben-Ami Shor, D., Tzur, D., Afek, A., Shamiss, A. et Haklai, Z., (2016). « Body-mass index in 2.3 million adolescents and cardiovascular death in adulthood ». New England Journal of Medicine, 374(25), p. 2430–2440.
- Ben-Dov, I.Z., Kark, J.D., Ben-Ishay, D., Mekler, J., Ben-Arie, L. et Bursztyn, M., (2007). « Predictors of all-cause mortality in clinical ambulatory monitoring: unique aspects of blood pressure during sleep ». Hypertension, 49(6), p. 1235–1241.
- Guallar, E., Sanz-Gallardo, M.I., Veer, P.V.T., Bode, P., Aro, A., Gómez-Aracena, J., Kark, J.D., Riemersma, R.A., Martín-Moreno, J.M. et Kok, F.J., (2002). « Mercury, fish oils, and the risk of myocardial infarction ». New England Journal of Medicine, 347(22), p. 1747–1754.
- Kohlmeier, L., Kark, J.D., Gomez-Gracia, E., Martin, B.C., Steck, S.E., Kardinaal, A.F., Ringstad, J., Thamm, M., Masaev, V., Riemersma, R. et Martin-Moreno, J.M., (1997). « Lycopene and myocardial infarction risk in the EURAMIC Study ». American Journal of Epidemiology, 146(8), p. 618–626.
- Kark, J. D., Shemi, G., Friedlander, Y., Martin, O., Manor, O., & Blondheim, S. H. (1996). « Does religious observance promote health? mortality in secular vs religious kibbutzim in Israel ». American Journal of Public Health, 86(3), p. 341-346.
- Kark, J. D., Goldman, S., & Epstein, L. (1995). « Iraqi missile attacks on Israel: The association of mortality with a life-threatening stressor ». Jama, 273(15), p. 1208-1210.
- Salomaa, V., Riley, W., Kark, J.D., Nardo, C. et Folsom, A.R., (1995). « Non–insulin-dependent diabetes mellitus and fasting glucose and insulin concentrations are associated with arterial stiffness indexes: the ARIC study ». Circulation, 91(5), p. 1432–1443.